# 莫戈沙尼鄉
44°41′N 25°24′E / 44.683°N 25.400°E
莫戈沙尼鄉（羅馬尼亞語：Comuna Mogoșani, Dâmbovița），是羅馬尼亞的鄉份，位於該國南部，由登博維察縣負責管轄，面積31平方公里，海拔高度171米，2007年人口4,366，人口密度每平方公里141人。